# José David Name
José David Name Cardozo (Barranquilla, 18 de noviembre de 1968) es un político colombiano miembro del Partido de la U. Ha sido elegido por elección popular para integrar el Senado de Colombia y ocupó la presidencia de esta corporación desde el 20 de julio de 2014.

## Carrera profesional
Name Cardozo procede de una familia libanesa con larga tradición en la política de su región, su padre José Name Terán ocupó un escaño en el Senado por más de treinta años. Estudió Administración de Empresas en la Universidad Autónoma del Caribe en la ciudad de Barranquilla, adelantó estudios de idiomas en Georgia Tech y se especializó en Gerencia, Gobierno y Asuntos Públicos en la Columbia University de New York y en la Universidad Externado de Colombia. Desempeñó la Gerencia General de la empresa T-Shirt Ltda. y fue Gerente Comercial de Valencia E Iragorri Corredores de Seguros.[cita requerida]
En 1999 fue designado como Cónsul de Colombia en Nueva York, misión en la que estuvo hasta el año 2005, cuando se retiró para emprender la campaña al Senado, tras la decisión de su padre de retirarse de la corporación. Está casado y tiene tres hijos.

## Congresista de Colombia
En las elecciones legislativas de Colombia de 2006, Name Cardozo fue elegido senador de la república de Colombia con un total de 82.619 votos. Posteriormente en las elecciones legislativas de 2010, Name Cardozo fue reelecto senador con un total de 99.838 votos. En 2014, fue reelecto por tercera ver como senador y el 20 de julio del mismo año fue elegido Presidente del Senado para el periodo 2014-2015.

### Iniciativas
El legado legislativo de José David Name Cardozo se identificó por su participación en las siguientes iniciativas desde el congreso:

- Modificar el procedimiento y los requisitos para el registro civil de menores colombianos.[3]
- Dictar disposiciones sobre racionalización de normas, trámites y procedimientos que afectan a los colombianos residentes en el exterior.[4]
- Crear el Fondo de Compensación y Equidad Regional (FCER) en Colombia.[5]
- Rendir homenaje a la memoria del honorable ciudadano y excongresista Luis Guillermo Vélez Trujillo (Aprobado segundo debate).[6]
- Regular el abandono de menores de edad (Archivado).[7]
- Reformar la integración del Senado, creando circunscripciones electorales especiales para los Llanos orientales, la Amazonia y las comunidades afrocolombianas (Archivado).[8]
- Dictar disposiciones encaminadas a preservar el equilibrio de poderes, pesos y contrapesos consagrados en la Constitución Política, sin afectar el sistema de colaboración armónica establecida por el constituyente de 1991 (Archivado).[9]
- Formalizar el sector del espectáculo público en las artes escénicas (Archivado).[10]
- Dictaminar que cuando los inscribientes de menores residan en una circunscripción territorial diferente del lugar circunstancial del nacimiento, la inscripción se hará en el distrito o municipio de residencia permanente del menor y su núcleo familiar.[11]
- Establece la formación para el desarrollo personal, familiar y social de niños, niñas y adolescentes, a través de un proyecto de vida que se constituye en eje vinculante y articulado de los actores comprometidos con la formación, en los valores fundamentales de dignidad humana, afectividad y ciudadanía (Archivado).[12]

## Leyes promovidas
Ley 2354 de 2024 Que regula el uso de vapeadores y su prohibición en espacios públicos en donde afecten la calidad de aire.
Ley de Plásticos de un solo uso (Ley 2232 de 2022): Por la cual se establecen medidas tendientes a la reducción gradual de la producción y consumo de cierto productos plásticos de un solo uso y se dictan otras disposiciones.
Ley de Financiamiento a productores agropecuarios (Ley 2186 de 2022): Por medio de la cual se fortalece el financiamiento de los pequeños y, medianos productores agropecuarios.
Ley de Acción Climática (Ley 2169 de 2021): El objetivo principal de esta Ley es establecer medidas mínimas para alcanzar la carbono neutralidad, la resiliencia climática y el desarrollo bajo en carbono en el país en el corto, mediano y largo plazo, en el marco de los compromisos internacionales asumidos por la Nación sobre la materia.
Ley de Transición Energética (Ley 2099 de 2021): Con la creación de esta Ley se busca que el país avance en el proceso de transición energética, la dinamización del mercado energético y la reactivación económica.
Ley de Energías Limpias (Ley 1715 de 2014):** Esta ley nace como una respuesta a la urgente necesidad de implementar y promover el uso de las energías renovables en Colombia. Ahora el país cuenta con esta norma que propone una alternativa para los municipios que no cuentan con luz eléctrica.
Ley antitabaco (Ley 1335 de 2009): Con esta ley se establecieron en Colombia los espacios 100% libres de humo, es decir, que se prohíbe fumar en espacios cerrados, públicos o privados. Mejoramos la calidad de vida de los colombianos en especial en menores gestantes y personas mayores de 60 años.
Ley de vivienda militar (Ley 1305 de 2009): Miles de familias han sido beneficiadas con la ley de vivienda militar, que le garantizó a los miembros de las fuerzas militares y sus familias el acceso a una vivienda propia, además amplió la cobertura a viudas y huérfanos.
Ley de servidumbres petroleras (Ley 1274 2009): Se establecieron nuevos procedimientos para poner fin a situaciones de conflicto por el uso de tierras destinadas a la explotación de recursos energéticos.
Ley de vapeadores y cigarrillos electrónicos: (Ley 2354 de 2024). Esta ley prohíbe, entre otras cosas, la venta directa o indirecta de cigarrillos electrónicos y vapeadores, a menores de edad.
Otras leyes y proyectos como: Cadena Perpetua para Violadores; Continuidad, confiabilidad y cobertura del gas combustible en el país; Regulación de los cigarrillos electrónicos; Reducción de emisiones vehiculares contaminantes provenientes de la gasolina y Declaratoria de zona de interés ambiental, turístico y ecológico al Embalse del Guájaro en el departamento del Atlántico, entre otros; también han sido de autoría del Senador Name Cardozo.
Como hechos destacados de sus logros y gestión legislativa se encuentran importantes debates como los realizados a Electricaribe tanto por la grave crisis de energía eléctrica que se vive en la Costa, como por el incremento de los precios de la energía; la erradicación de cultivos ilícitos; defensa a la soberanía de Colombia luego de la invasión al territorio colombiano por parte de militares venezolanos en el municipio de Arauquita, Arauca; la atención a las familias venezolanas que están llegando al Atlántico y a los distintos departamentos; inconveniencia de la construcción de la planta Regasificadora del Pacífico y sus implicaciones frente al incremento de las facturas de servicios públicos; expedición del acuerdo 002 de 2020, donde se crea el sistema de autorización a terceros SAT; emergencia fitosanitaria por la presencia del Dragón Amarillo en los cultivos de cítricos en la Costa Caribe; incremento desproporcionado de las tarifas de los servicios públicos domiciliarios y el desabastecimiento energético en el país en el marco de la pandemia por Covid-19.
Adicionalmente, el senador Name ha realizado distintas solicitudes al Gobierno Nacional para atender calamidades públicas a nivel nacional, como la ocasionada por el Huracán IOTA en el Archipiélago de San Andrés, Providencia y Santa Catalina; la atención a las necesidades por el COVID-19 en el Atlántico; o la creación, a través del Banco Agrario, de una línea especializada de crédito a las mi pymes. También, ha presentado denuncias sobre situaciones como el mal manejo de los recursos asignados por FINAGRO en el marco de la pandemia del COVID-19; las irregularidades en la aprobación de proyectos que no contaban con licencias ambientales dentro de las sesiones del OCAD CARIBE; los incumplimientos en las obras de remodelación del aeropuerto Ernesto Cortissoz de barranquilla, entre otros.

## Carrera política
Su trayectoria política se ha identificado por:

### Partidos políticos
A lo largo de su carrera ha representado los siguientes partidos:
| Partido político | Fecha Inicio        | Fecha Fin |
| Partido de la U  | 20 de julio de 2006 |           |

### Cargos públicos
Entre los cargos públicos ocupados por José David Name Cardozo, se identifican:
| Cargo público                                     | Partido político | Fecha Inicio        | Fecha Fin |
| Senador de la República                           | Partido de la U  | 20 de julio de 2006 |           |
| Presidente comisión quinta Senado de la República | Partido de la U  | 31 de julio de 2018 |           |